# SN 2004ab
SN 2004ab – supernowa typu Ia odkryta 21 lutego 2004 roku w galaktyce NGC 5054. W momencie odkrycia miała maksymalną jasność 14,70m.